# Tengiz Sigoea
Tengiz Sigoea (Georgisch: თენგიზ სიგუა) (Lentechi, 9 november 1934 – Tbilisi, 21 januari 2020) was een Georgisch politicus. Hij was in 1990-1991 voorzitter van de Ministerraad van de Georgische Sovjetrepubliek, een functie die overeenkwam met het premierschap, en was hij van 1992 tot 1993 premier van Georgië. Tevens zat hij in de tussenperiode, na de staatsgreep in januari 1992 tegen de eerste president van Georgië Zviad Gamsachoerdia, in de Militaire Raad die overging in de Staatsraad onder leiding van Edoeard Sjevardnadze waarin hij een van de vier leden van het presidium was en de rol van waarnemend premier had.

## Loopbaan
Tengiz Sigoea werd in 1934 geboren in het dorp Lentechi, het centrum van het gelijknamige district in de noordwestelijke bergregio Neder-Svanetië. Hij volgde een opleiding aan het Polytechnisch Instituut van Georgië waar hij in 1957 afstudeerde als metallurgisch ingenieur. Na zijn afstuderen werkte hij tot 1959 als manager en afdelingshoofd bij de grote metallurgische fabriek van Roestavi. Daarna begon hij een academische en bestuurlijke carrière bij het Instituut voor Metallurgie van de Georgische Academie van Wetenschappen in Tbilisi. In 1962 behaalde hij daar zijn postdoctorale graad en werkte zich in de jaren daarna op van wetenschappelijk medewerker tot hoofd van het Pyrometallurgielaboratorium (1973-1980). Daarna was hij negen jaar adjunct-directeur van het Instituut voor Metallurgie, om daarna nog een jaar directeur te zijn, voordat hij de landelijke politiek in stapte.

## Politiek
Tijdens de heropleving van het nationale zelfbewustzijn onder de Georgische bevolking eind jaren 1980 stapte Sigoea het Georgische politieke leven in. In 1990 werd hij voorzitter van het Roestaveli Genootschap, genoemd naar de iconische Georgische dichter Sjota Roestaveli, een rol die hij acht jaar zou vervullen. Op 28 oktober 1990 werden in de Georgische Sovjetrepubliek de eerste vrije verkiezingen voor de Hoge Raad gehouden, de voormalige Opperste Sovjet.

### Voorzitter Ministerraad
De verkiezingen werden gewonnen door het coalitieverbond Ronde Tafel — Vrij Georgië onder leiding van dissident en nationalist Zviad Gamsachoerdia. Tengiz Sigoea werd op 15 november 1990 voorzitter van de Ministerraad, wat effectief neerkwam op de rol van minister-president. Op 9 april 1991 ondertekende hij de 'Wet op het Herstel van de Onafhankelijk van de Republiek van Georgië'. Het voorzitterschap van de ministerraad was van korte duur, want op 18 augustus 1991 nam Sigoea ontslag na hevige conflicten met Gamsachoerdia, die intussen op 26 mei 1991 verkozen was tot de eerste president van de op die dag uitgeroepen Republiek van Georgië.

### Coup 1991
Gamsachoerdia had door zijn beleid naar aanleiding van de Augustusstaatsgreep in Moskou die hij niet afwees de Nationale Garde alsmede de Mchedrioni tegen zich in het harnas gejaagd. Dit leidde tot muiterij bij de Nationale garde en protesten tegen Gamsachoerdia. Sigoea sloot zich daar bij aan in september 1991 en riep om Gamsachoerdia's vertrek. De politieke onrust leidde eind 1991 tot een bloedige coup d'état die tot de eerste week van januari 1992 duurde. Hoofdrolspelers waren naast Nationale Garde-leider Tengiz Kitovani en Mchedrioni-leider Dzjaba Ioseliani ook Tengiz Sigoea. Hij bracht door zijn industriële achtergrond kapitaalkrachtige steun mee. Nog tijdens de coup werd de Militaire Raad opgericht, een noodregering waarin de drie leiders van de coup zaten. Sigoea werd na het vertrek van Gamsachoerdia waarnemend premier en het parlement werd buiten werking gesteld. Binnen een paar dagen spraken Sigoea en Ioseliani met Edoeard Sjevardnadze aan boord te krijgen om de democratie in Georgië te herstellen.

### Waarnemend premier 1992
Begin maart 1992 ging Sjevardnadze overstag en keerde hij op 7 maart terug naar zijn Georgië waar hij groots werd onthaald. De coupplegers waren niet in staat zelf het land verder van de afgrond en totale anarchie te redden. Georgië werd nog nauwelijks officieel erkend, waaronder door de Verenigde Staten, waardoor het er geïsoleerd voorstond. Sigoea vertelde de Washington Post dat de voormalige Sovjet-buitenlandminister "ons substantieel kan helpen". De "hoge wereldreputatie" van Sjevardnadze moest daarbij helpen alsmede het regime na de staatsgreep van enige legitimiteit voorzien. Vanaf 10 maart 1992 ging Sjevardnadze de Staatsraad voorzitten, waarmee de Militaire Raad werd opgeheven.
Sigoea nam zitting in het vierkoppige presidium van de Staatsraad waarin ook Sjevardnadze, Kitovani en Ioseliani zaten, en bleef waarnemend premier. Het presidium nam per unanimiteit besluiten en elk lid had een veto. Pogingen om het parlement weer te reactiveren mislukten doordat het quorum niet werd behaald. In de zomer van 1992 begon de burgeroorlog in de autonome republiek Abchazië nadat de Staatsraad besloot troepen te sturen naar de buurt van de grens met Rusland om belangrijke infrastructuur in die omgeving tegen overvallen te bewaken. In een interview in 2001 liet Sigoea weten dat hij tegen de militaire operatie was en dat hij vond dat dit een taak was van het ministerie van binnenlandse zaken en niet van defensie. De militaire operatie leidde tot confrontaties met Abchazen waarmee de 13-maanden durende oorlog startte. Volgens Sigoea mislukte de operatie ook door eigenhandig ingrijpen van Sjevardnadze buiten de andere leden van het presidium om.

### Premier 1992 - 1993
De Staatsraad riep onder leiding van Sjevardnadze nieuwe parlementsverkiezingen uit, die op 11 oktober 1992 werden gehouden. Sigoea werd als onafhankelijke kandidaat in het parlement gekozen via een districtsmandaat in de zuid-Georgische stad Marneoeli. Sjevardnadze werd via een directe volksverkiezing, een eis van hem, tot voorzitter van het parlement gekozen en daarmee tot staatshoofd bij gebrek aan een president. De Staatsraad werd na deze verkiezingen opgeheven en Sigoea ging vanaf 8 november 1992 de eerste reguliere regering na de coup leiden als minister-president. Ook dit keer duurde het premierschap van Sigoea echter niet lang. De grootste taak van deze regering was het formuleren van een nieuwe grondwet en het doorvoeren van economische hervormingen, zoals de privatisering van staatsbedrijven, woningen en land, en belastinghervormingen.
Deze hervormingen maakte de al desperate staat van de economie van kwaad tot erger. In 1994 piekte de inflatie op meer dan 15.000% en tegen 1995 was de economie in enkele jaren tijd met 83% gekrompen. In de zomer van 1993 kreeg Sigoea te maken met een parlement dat de begroting van zijn regering afwees, en nam hij en het hele kabinet ontslag.  Daarnaast trok de burgeroorlog in Abchazië een zware wissel. Na zijn ontslag nam Sigoea zitting in het parlement tot het einde van de termijn in 1995, waarna hij niet meer in de politiek terugkeerde.

## Leven na de politiek
Ook al keerde Sigoea de politiek zijn rug toe en leidde tot zijn dood in 2020 een betrekkelijk teruggetrokken bestaan uit de publiciteit, de politiek achtervolgde hem nog enige tijd. In 1997 werd Sigoea veroordeeld voor het gebruiken van de oude Sovjet dollar-roebel wisselkoersen uit 1991 gedurende zijn bestuur waardoor de staat financiële schade leed. Sigoea beschuldigde president Sjevardnadze ervan deze zaak gefabriceerd te hebben om politieke redenen. In 2010 verklaarde Sigoea voor een staatscommissie die opnieuw onderzoek deed naar de dood van de afgezette president Gamsachoerdia op oudjaarsdag 1993 dat Gamsachoerdia onmogelijk zelfmoord gepleegd kon hebben, de officiële doodsoorzaak. Hij verklaarde daarbij dat Sjevardnadze gezegd zou hebben "ik heb Zviad Gamsachoerdia niet levend nodig", in antwoord op de mededeling dat de regering precies wist waar Gamsachoerdia uithing en dat hij op elk gewenst moment gearresteerd kon worden. Op 21 januari 2020 overleed Tengiz Sigoea op 85-jarige leeftijd.